# Piątek, trzynastego II
Piątek, trzynastego II (ang. Friday the 13th Part 2) – amerykański film z gatunku horror, zaliczany do podgatunku slasher, wyprodukowany w 1981 roku. Jest to sequel klasycznego horroru Piątek, trzynastego z 1980 roku. To również pierwszy film w serii, w którym Jason Voorhees pojawia się jako główny antagonista.
Reżyserem filmu był Steve Miner. W rolę Alice Hardy, znaną z pierwszej części serii, ponownie wcieliła się Adrienne King. Film spotkał się z pozytywnym przyjęciem wśród fanów i odniósł sukces komercyjny, co przyczyniło się do kontynuacji serii.

## Fabuła
Akcja filmu rozpoczyna się kilka tygodni po wydarzeniach z pierwszej części serii. Alice Hardy (Adrienne King), jedyna ocalała z masakry w Camp Crystal Lake, próbuje powrócić do normalnego życia w swoim domu. Dręczą ją jednak koszmary związane z przeszłością. Niespodziewanie do jej mieszkania włamuje się nieznany sprawca i zabija ją szpikulcem do lodu.
Pięć lat później, w 1984 roku, grupa młodych ludzi przybywa nad jezioro Crystal Lake, aby wziąć udział w szkoleniu dla przyszłych opiekunów obozu, organizowanym w pobliżu dawnego Camp Crystal Lake. Wśród nich są m.in. Paul Holt (John Furey), Ginny (Amy Steel), Ted (Stuart Charno), Sandra (Marta Kober) i Jeff (Bill Randolph). Na miejscu pojawia się także Szalony Ralph (Walt Gorney), który ostrzega młodych ludzi przed niebezpieczeństwem, podobnie jak robił to przed tragedią sprzed lat. Paul uspokaja uczestników szkolenia, zapewniając, że jedynym realnym zagrożeniem w okolicy są dzikie zwierzęta. Wieczorem przy ognisku opowiada im historię Jasona Voorheesa – chłopca, który według legendy utonął w jeziorze wiele lat wcześniej, lecz miał przetrwać i zamieszkać samotnie w okolicznych lasach.
Następnego dnia Sandra i Jeff wymykają się, by zwiedzić teren zniszczonego Camp Crystal Lake, znanego lokalnie jako „Obóz Krwi”. Na miejscu znajdują martwe zwierzę, po czym zostają schwytani przez policjanta (Jack Marks) za naruszenie zakazu wstępu. Po interwencji Paula, który zobowiązuje się do ich ukarania we własnym zakresie, para zostaje zwolniona. W drodze powrotnej policjant dostrzega zamaskowaną postać wbiegającą w las. Rusza za nią w pogoń, ale trafia do opuszczonej chaty w głębi lasu, gdzie zostaje zamordowany.
Tymczasem wieczorem Paul, Ginny i Ted udają się do pobliskiego baru, pozostawiając resztę grupy na terenie obozu. W ich nieobecności młodzi opiekunowie padają ofiarą tajemniczego mordercy. Terri (Kirsten Baker) zostaje zabita nad jeziorem, a Scott (Russell Todd) ginie, gdy próbuje ją podglądać. Mark (Tom McBride) zostaje zaatakowany na werandzie i zabity maczetą. Sandra i Jeff, przyłapani w trakcie zbliżenia, zostają przebici włócznią. Vickie (Lauren-Marie Taylor) odkrywa ślady masakry, ale również zostaje zamordowana.
Paul i Ginny wracają do obozu i odkrywają zniszczenia oraz brak kontaktu z pozostałymi. Wkrótce zostają zaatakowani przez sprawcę – zamaskowanego mężczyznę z workiem na głowie. Ginny ucieka do lasu i trafia do zaniedbanej chaty. Wewnątrz znajduje ołtarz, na którym umieszczona jest odcięta głowa Pameli Voorhees otoczona świecami i szczątkami ofiar. Ginny orientuje się, że zabójcą jest Jason Voorhees, który przetrwał i mieszkał w okolicznych lasach.
Ginny, aby zmylić Jasona, przebiera się w sweter jego matki i rozkazuje mu uklęknąć. Jason początkowo reaguje, ale ostatecznie ją atakuje. Ranny Paul pojawia się w chacie i podejmuje walkę z napastnikiem. Ginny korzysta z okazji i zadaje Jasonowi cios maczetą, poważnie go raniąc. Oboje wracają do domku w obozie, przekonani, że zagrożenie minęło. Niespodziewanie Jason atakuje ponownie, wyskakując przez okno.
W ostatniej scenie Ginny budzi się na noszach i zostaje wniesiona do ambulansu. Los Paula pozostaje nieznany.

## Bohaterowie
- Ginny Field – główna bohaterka filmu, studentka psychologii, partnerka Paula Holta. Przybywa nad Crystal Lake, aby wziąć udział w szkoleniu dla przyszłych opiekunów obozowych. Jest inteligentna i wrażliwa. W trakcie wydarzeń w obozie konfrontuje się z Jasonem Voorheesem i jako jedyna uchodzi z życiem, stając się tzw. final girl.

- Paul Holt – instruktor prowadzący szkolenie dla przyszłych opiekunów obozowych. Jest partnerem Ginny Field. W filmie przedstawiony jako sceptyk wobec legendy Jasona Voorheesa. Jego los po finałowej konfrontacji pozostaje nieznany.

- Jason Voorhees – główny antagonista filmu, psychopatyczny morderca i pustelnik mieszkający w lasach wokół Crystal Lake. Po rzekomej śmierci w dzieciństwie ukrywał się, obserwując śmierć swojej matki, Pameli Voorhees. W filmie nosi worek na głowie z otworem na jedno oko, ukrywający jego zdeformowaną twarz. Zabija, mszcząc się za śmierć matki.

- Ted – jeden z instruktorów obozowych, znany z żartobliwego usposobienia. W trakcie wydarzeń filmu przebywa w barze poza obozem, co pozwala mu uniknąć spotkania z Jasonem.

- Mark – przyszły opiekun obozowy, poruszający się na wózku inwalidzkim. Jest postacią pozytywną i niezależną, wzbudzającą sympatię Vickie. Ginie z rąk Jasona.

- Sandra Dier – uczestniczka szkolenia, dziewczyna Jeffa. Zainteresowana lokalną legendą o Camp Crystal Lake. Zostaje zamordowana wraz z Jeffem. Jej brat, Rob Dier, pojawia się w czwartej części serii.

- Jeffrey "Jeff" – uczestnik szkolenia, partner Sandry i przyjaciel Teda. Ginie wraz z Sandrą.

- Vickie – kursantka zakochana w Marku. Ginie z rąk Jasona po odkryciu zwłok współuczestników szkolenia.

- Terri – kursantka, właścicielka psa o imieniu Muffin. Ginie jako jedna z pierwszych ofiar Jasona.

- Scott – kursant, zalotnik Terri. Zostaje zamordowany przez Jasona jako pierwsza ofiara wśród obozowiczów.

- Alice Hardy – ocalała z wydarzeń pierwszego filmu. Na początku filmu zostaje zamordowana przez Jasona w swoim domu.

- Szalony Ralph – lokalny samotnik, znany już z pierwszej części serii. Ostrzega młodzież przed zagrożeniem, lecz sam pada ofiarą Jasona.

- Winslow – policjant, który interweniuje wobec Sandry i Jeffa, a następnie zostaje zamordowany przez Jasona.

- Pamela Voorhees – matka Jasona, główna antagonistka pierwszej części. W Piątku, trzynastego II pojawia się jako głowa umieszczona przez Jasona na ołtarzu w jego chacie.

## Nowelizacja
W 1988 roku ukazała się książkowa adaptacja filmu, zatytułowana Friday the 13th Part II: A Novel (ISBN 0-451-15337-5). Autorem nowelizacji był Simon Hawke, który oparł się na scenariuszu autorstwa Rona Kurza.

## Obsada
„Pomyślałem, że część druga może mieć sens, jeśli będzie o Jasonie. (...) Doszedłem do wniosku, że przez zakończenie części pierwszej pozostawiliśmy ludzi w niepokoju. Kim jest dzieciak, wyłaniający się z jeziora? Czy był snem? Czy był prawdziwy? Zakończenie pierwowzoru nie tłumaczyło, że Alice zobaczyła prawdziwego Jasona. Podszedłem do tego z pomysłem, że Jason przeżył – daliśmy mu szansę, by podrósł i był kimś równie złym jak jego matka. (...)”

| Postać          | Aktor                            |
| --------------- | -------------------------------- |
| Ginny Field     | Amy Steel                        |
| Paul Holt       | John Furey                       |
| Alice Hardy     | Adrienne King                    |
| Terri           | Kirsten Baker                    |
| Ted             | Stuart Charno                    |
| Sandra Dier     | Marta Kober                      |
| Mark            | Tom McBride                      |
| Jeffrey         | Bill Randolph                    |
| Vickie          | Lauren-Marie Taylor              |
| Scott           | Russell Todd                     |
| Maxwell         | Cliff Cudney                     |
| Szalony Ralph   | Walt Gorney                      |
| Winslow         | Jack Marks                       |
| Pamela Voorhees | Betsy Palmer                     |
| Jason Voorhees  | Warrington Gillette / Steve Dash |

## Historia filmu

### Produkcja
Po sukcesie finansowym filmu Piątek, trzynastego z 1980 roku podjęto decyzję o realizacji kontynuacji. Reżyserię powierzono Steve’owi Minerowi, który wcześniej współpracował z producentem Seanem S. Cunninghamem jako kierownik produkcji. Piątek, trzynastego II stanowił jego debiut reżyserski.
Zdjęcia do filmu rozpoczęły się latem 1980 roku i trwały około sześciu tygodni. Główne lokacje znajdowały się w stanie Connecticut, w tym w miejscowościach Kent oraz New Preston. Wybrano je ze względu na dostępność naturalnych plenerów odpowiadających konwencji slashera oraz korzystne warunki budżetowe.
Budżet filmu wyniósł około 1,25 miliona dolarów. W celu ograniczenia kosztów zatrudniono mniej znanych aktorów oraz lokalnych członków ekipy technicznej. Produkcja została zrealizowana w krótkim czasie, co umożliwiło szybkie wprowadzenie filmu do dystrybucji.
W przeciwieństwie do pierwszej części, w której główną antagonistką była Pamela Voorhees, druga odsłona serii skupiła się na postaci jej syna, Jasona Voorheesa. Wizerunek Jasona, noszącego worek na głowie z otworem na jedno oko, został zainspirowany wyglądem zabójcy z filmu The Town That Dreaded Sundown (1976). Charakterystyczna maska hokejowa pojawiła się dopiero w kolejnych częściach cyklu.
Ze względu na brutalne sceny przemocy film został ocenzurowany przez Motion Picture Association of America (MPAA). Wersja kinowa zawierała skrócone lub usunięte fragmenty scen, aby uniknąć nadania klasyfikacji „X” i uzyskać kategorię „R”, umożliwiającą szerszą dystrybucję.

### Plan zdjęciowy
Zdjęcia do filmu realizowano od 3 października do listopada 1980 roku. Jako lokacje wykorzystano zaciszne, wiejskie tereny w stanie Connecticut, w tym gminę Kent oraz miejscowość New Preston (Connecticut). Większość scen powstała na terenie obozu kempingowego KenWood Camp.

### Wydanie filmu
Podobnie jak Piątek, trzynastego, kontynuacja okazała się sukcesem komercyjnym, choć spotkała się z negatywnym przyjęciem krytyków. Roger Ebert, recenzent dziennika „Chicago Sun-Times”, przyznał filmowi ocenę 0,5 w skali czteropunktowej, pisząc: „Ten film jest krzyżówką szalonego slashera i martwego horroru dla nastolatków. W ciągu roku powstają blisko dwa tuziny filmów, w których niezrównoważony morderca wpada w szał – wszystkie są prawie tak złe, jak ten”.
Film miał premierę kinową 30 kwietnia 1981 roku. W weekend otwarcia osiągnął szczytową pozycję w amerykańskim box office, notując wpływy w wysokości 6 429 784 dolarów amerykańskich. Ostatecznie produkcja zarobiła 21 722 776 dolarów.